# 15-я ударная авиационная группа
15-я ударная авиационная группа — оперативная авиационная группа в Великой Отечественной войне, созданная для решения оперативных (оперативно-тактических) задач самостоятельно и в составе фронтов во взаимодействии с войсками (силами) и средствами других видов вооружённых сил (родов войск (сил)) в операциях сухопутных войск и военно-морских сил.

## Наименование
- 15-я ударная авиационная группа;

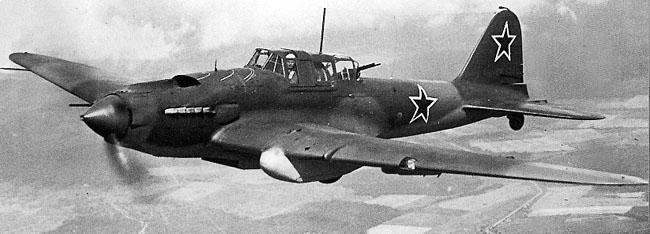
самолёт группы Ил-2

- авиационная группа генерала Климова[1];
- 236-я истребительная авиационная дивизия;
- 236-я истребительная авиационная Львовская дивизия;
- 236-я истребительная авиационная Львовская Краснознамённая дивизия;
- Войсковая часть (Полевая почта) 45131.
- 15-й Львовский Краснознаменный корпус ПВО (Войсковая часть (Полевая почта) 55131).

## История и боевой путь группы
15-я ударная авиационная группа сформирована 23 апреля 1942 года на основании Приказа НКО № 0074 в целях массирования усилий авиации на решающих направлениях при проведении наземных и морских операций. В составе группы входили:
- управление авиагруппы по штату 015/250;
- 64-я рота связи;
- 237-й истребительный авиационный полк на Як-1;
- 286-й истребительный авиационный полк на Як-1;
- 766-й штурмовой авиационный полк на Ил-2.

Согласно приказу группа должна была быть сформирована к 1 мая 1942 года на аэродромах в районе Новороссийска. 
15-я ударная группа 7 июня 1942 года Приказом НКО была обращена на формирование 236-й истребительной авиационной дивизии.
В составе действующей армии группа находилась с 23 апреля 1942 года по 7 июня 1942 года.

## Командир группы
| Звание                | Ф. И. О.                 | Период                                                                |
| --------------------- | ------------------------ | --------------------------------------------------------------------- |
| подполковник          | Романов Борис Николаевич | (погиб 15.04.1942 г. не приняв должность будучи командиром 26-го иап) |
| Генерал-майор авиации | Климов Иван Дмитриевич   | 23.04.1942 — 12.06.1942                                               |

### Эпизод боевой работы командира
В начале июня 1942 года генерал-майор авиации Климов лично принимал участие в боевых вылетах на Крымском полуострове. В воздушном бою был сбит, после покидания самолёта, спускаясь на парашюте был атакован двумя истребителями противник, пытавшимися расстрелять его в воздухе. Находящийся в воздухе майор Калараш Дмитрий Леонтьевич бросился на помощь и не позволил немцам расстрелять командира группы.

## В составе соединений и объединений
| Период        | Фронт (округ) | армия                           | примечание                                             |
| ------------- | ------------- | ------------------------------- | ------------------------------------------------------ |
| 23.04.1942 г. | Ставка ВГК    | Ударные авиационные группы СВГК | в оперативном подчинении ВВС Крымского фронта          |
| 20.05.1942 г. | Ставка ВГК    | Ударные авиационные группы СВГК | в оперативном подчинении ВВС Северо-Кавказского фронта |
| 07.06.1942 г. | Ставка ВГК    | Ударные авиационные группы СВГК | переформирована                                        |

## Состав
| Период                        | Части                                 | Примечание |
| ----------------------------- | ------------------------------------- | --- |
| 28.04.1942 г. — 07.06.1942 г. | 32-й истребительный авиационный полк  | Як-1, убыл в 8-й зиап                                                                                               |
| 10.05.1942 г. — 22.05.1942 г. | 237-й истребительный авиационный полк | Як-1, убыл в 8-й зиап                                                                                               |
| 01.05.1942 г. — 14.05.1942 г. | 103-й штурмовой авиационный полк      | Ил-2, убыл в 238-ю шад                                                                                              |
| 10.05.1942 г. — 15.07.1942 г. | 821-й истребительный авиационный полк | Як-1, убыл в 236-ю иад                                                                                              |
| 12.05.1942 г. — 10.06.1942 г. | 45-й истребительный авиационный полк  | Як-1, передан в оперативное подчинение командования Севастопольского оборонительного района ВВС Черноморского флота |
| 25.05.1942 г. — 12.06.1942 г. | 25-й истребительный авиационный полк  | МиГ-3, вошёл в состав 237-й иад                                                                                     |
| 26.04.1942 г. — 02.05.1942 г. | 795-й истребительный авиационный полк | Як-1, вошёл в состав ВВС 47-й армии                                                                                 |
| 14.05.1942 г. — 08.06.1942 г. | 247-й истребительный авиационный полк | Як-1, передан в оперативное подчинение командования Севастопольского оборонительного района ВВС Черноморского флота |

## Участие в операциях и битвах
- Бои на Крымском полуострове — с 23 апреля 1942 года по 7 июня 1942 года.

## Базирование
| Период            | Аэродромы                       |
| ----------------- | ------------------------------- |
| 04.1942 — 05.1942 | Абинская Краснодарский край     |
| 05.1942 — 05.1942 | Багерово, Крым                  |
| 05.1942 — 05.1942 | Абинская Краснодарский край     |
| 05.1942 — 05.1942 | Староминская Краснодарский край |